# Дрочево
Дро́чево (рос. Дрочево) — присілок у складі Дмитровського міського округу Московської області, Росія.
Стара назва — Драчево.

## Населення
Населення — 14 осіб (2010; 13 у 2002).
Національний склад (станом на 2002 рік):
- росіяни — 84 %